# Creag Mhòr
Creag Mhòr – szczyt we Wzgórzach Glen Lochay, w Grampianach Centralnych. Leży w Szkocji, na pograniczu hrabstw Perth and Kinross i Stirling. 